# John St. Polis
John St. Polis (ur. 24 listopada 1873, zm. 8 października 1946) – amerykański aktor sceniczny i filmowy.
Przed rozpoczęciem kariery filmowej, Polis z dużym sukcesem występował na deskach teatrów Broadwayu.
W latach 1914–1943 wystąpił w blisko stu czterdziestu filmach. W swoich wcześniejszych filmach używał pseudonimu John Sainpolis. Jego najbardziej znana rolą jest rola Etienne Lauriera w filmie Czterech jeźdźców Apokalipsy (1921), oraz Phillipe de Chagny w filmie Upiór w operze (1925).
St. Polis był jednym tych aktorów filmu niemego, którzy z powodzeniem zaadaptowali się w nowej epoce kina dźwiękowego. Jego najbardziej udana rola w filmie dźwiękowym to rola dr Johna M. Besanta w filmie Kokietka (1929).
Zmarł 8 października 1946 w Los Angeles z nieznanej przyczyny.